# L'Ondomane

L'Ondomane est un film d'animation français réalisé, écrit, mis en musique et interprété par Arcady en 1961.

## Synopsis
Être accro à la télévision pose des problèmes dans le quotidien, particulièrement pour ce qui est des rapports avec votre compagne.

## Fiche technique
- Musique, scénario et réalisation : Arcady
- Directeurs de la photographie : Antonio Harispe, Daniel Cavillon
- Sound designer : Pierre Henry
- Production : Les Films de Saturne
- Distribution DVD : Chalet Pointu
- Durée : 13 minutes 20 secondes
- Procédé : 35mm (négatif & positif), Noir et blanc
- Sortie en France : décembre 1961 (Journées internationales du court métrage de Tours)
- Sélectionné pour le Festival international du film d'animation d'Annecy en 1962

## Distribution
- Arcady : l'accro de télévision
- Sylvie Saint-Clair : sa compagne